# Morgan Mitchell
Morgan Mitchell (* 3. Oktober 1994 in Carlton) ist eine australische Sprinterin, die sich zunächst auf den 400-Meter-Lauf spezialisierte und seit 2019 verstärkt über die 800 Meter an den Start geht.

## Sportliche Laufbahn
Erste internationale Erfahrungen sammelte Morgan Mitchell bei den Juniorenweltmeisterschaften 2012 in Barcelona, bei denen sie über 400 Meter mit 53,88 s im Halbfinale ausschied und mit der australischen 4-mal-400-Meter-Staffel in 3:38,84 min den achten Platz belegte. Bei den IAAF World Relays 2014 auf den Bahamas siegte sie mit in 3:31,01 min im B-Finale. Bei den Commonwealth Games in Glasgow erreichte sie über 400 Meter das Halbfinale, in dem sie in 53,37 s ausschied und belegte mit der australischen 4-mal-400-Meter-Stafette in 3:30,27 min den vierten Platz. Bei den IAAF World Relays 2015 wurde sie in 3:30,03 min Siebte. Mit der Staffel nahm sie zudem an den Weltmeisterschaften in Peking teil, bei denen sie in 3:28,61 min im Vorlauf ausschied. 2016 erfolgte die Teilnahme an den Olympischen Spielen in Rio de Janeiro, bei denen sie im Einzelbewerb mit 52,68 s im Halbfinale ausschied. Zudem wurde sie mit der australischen Stafette in 3:27,45 min Achte. 
Bei den IAAF World Relays 2017 wurde sie in 3:28,80 s Fünfte und schied mit der Staffel bei den Weltmeisterschaften in London mit 3:28,02 s in der ersten Runde aus, wie auch im Einzelbewerb, bei dem 52,22 s nicht für den Halbfinaleinzug reichten. 2018 nahm sie erneut an den Commonwealth Games im heimischen Gold Coast teil, schied dort mit 52,65 s im Halbfinale aus und belegte mit der Staffel in 3:27,43 min den fünften Rang. Bei den IAAF World Relays 2019 in Yokohama gelangte sie mit der 4-mal-400-Meter-Staffel in 3:32,22 min auf den fünften Platz im B-Finale. Bei den Ozeanienmeisterschaften in Townsville gewann sie in 2:05,02 min die Bronzemedaille im 800-Meter-Lauf hinter ihrer Landsfrau Catriona Bisset und der Neuseeländerin Angie Petty. Zudem siegte sie in 3:38,86 min mit der australischen Staffel. Im Juli wurde sie bei der Sommer-Universiade in Neapel in 2:04,19 min Achte über 800 Meter. Zudem gewann sie mit der australischen Staffel in 3:34,01 min die Bronzemedaille hinter der Ukraine und Mexiko. Ende September gelangte sie bei den Weltmeisterschaften in Doha bis ins Halbfinale über 800 m und schied dort mit 2:04,76 min aus. 2021 nahm sie an den Olympischen Spielen in Tokio teil und kam dort mit 2:05,44 min nicht über die erste Runde hinaus.
2014, 2016 und 2017 wurde Mitchell Australische Meisterin im 400-Meter-Lauf sowie 2019 mit der 4-mal-400-Meter-Staffel.

## Persönliche Bestleistungen
- 400 Meter: 51,25 s, 5. Juni 2016 in Birmingham
- 800 Meter: 2:00,06 min, 21. Juli 2019 in London